# フリーキー・フォーチュン
フリーキー・フォーチュン（英語: Freaky Fortune）は、ギリシャの音楽デュオである。ヴォーカルのニコラス・ラプタキス・“ニック”（Νικόλας Ραπτάκης / Nicolas Raptakis - "Nick"、1990年4月30日 - ）と、プロデューサーのセオフィロス・プズブロス・“テオ・バズ”（Θεόφιλος Πουζμπούρης / Theofilos Pouzbouris - "Teo Buzz"、1991年2月9日 - ）から成る。
インターネット上で公開したケイティ・ペリーの「Part of me」のカバーがペレス・ヒルトンに取り上げられ、その後「Our Destiny」、「Stronger」、「All I need」の3つのシングルを発表し、ローカル・ラジオでくり返し放送される。
2014年3月、暫定国営放送（DT）とMAD TVの共催によるユーロビジョン・ソング・コンテスト2014のギリシャ代表選考において、リスキーキッドとの共演曲「Rise Up」で優勝を果たす。。これにより、2014年5月にデンマークのコペンハーゲンで開催されるユーロビジョン・ソング・コンテスト2014で、リスキーキッドと共にギリシャ代表を務めることとなった。